# Robert Bloch (Schriftsteller)

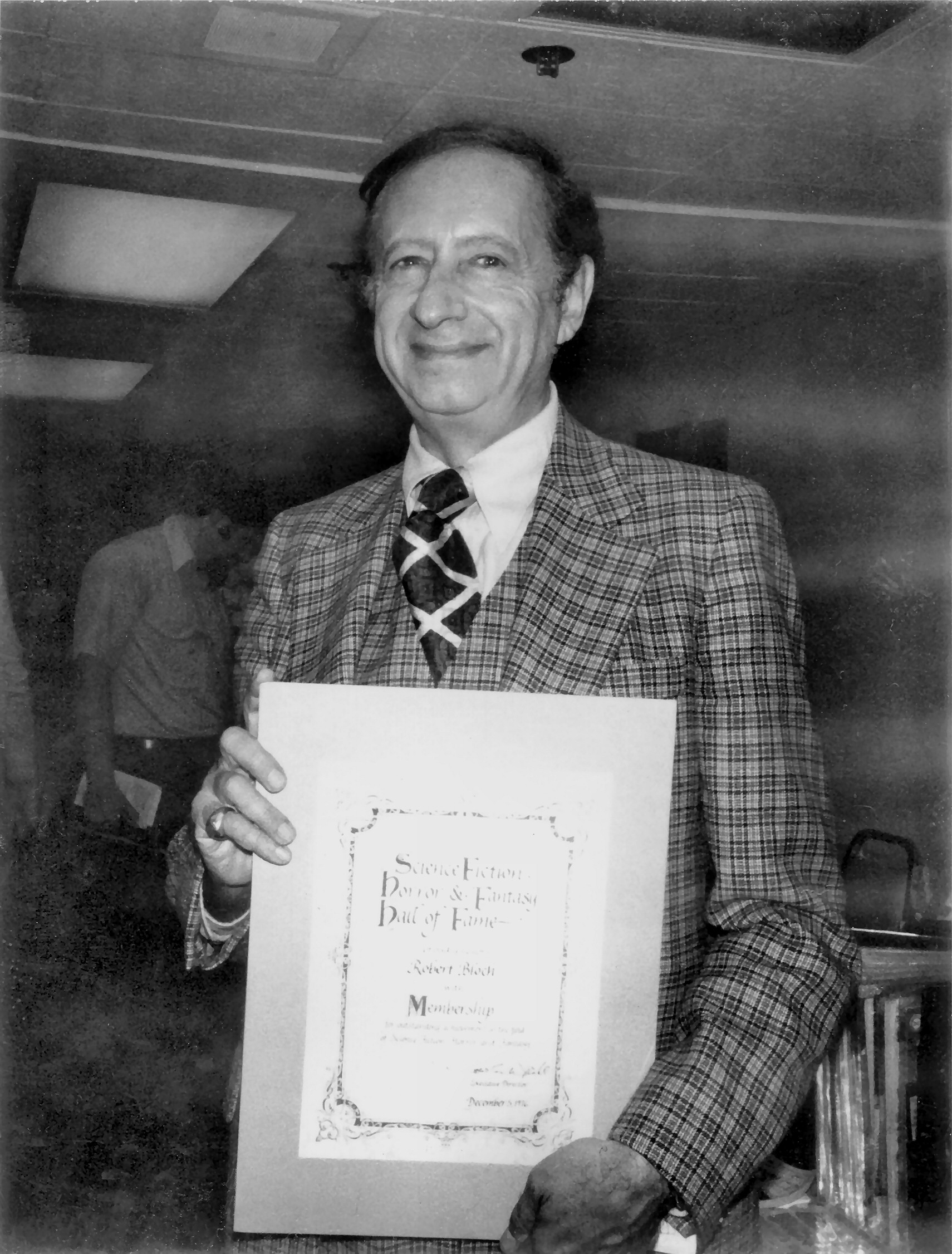
Robert Bloch (1976)

Robert Albert Bloch (* 5. April 1917 in Chicago; † 23. September 1994 in Los Angeles) war ein US-amerikanischer Schriftsteller. Er war Autor von Science-Fiction- und Horrorliteratur sowie von Drehbüchern. Er schrieb über 30 Romane und Hunderte Kurzgeschichten. Berühmt wurde insbesondere sein Buch Psycho (1959), auch durch die gleichnamige Hitchcock-Verfilmung.

## Leben und Werk
Robert Bloch war das Kind der deutschen Einwanderer Raphael „Ray“ Bloch und Stella Loeb. Der Vater war als Kassierer in einer Bank tätig, die Mutter als Sozialarbeiterin. Er wurde schon früh in seiner Kindheit ein begeisterter Leser und begann mit zehn Jahren, das Horror-Magazin Weird Tales zu lesen. Mit Fünfzehn begann er Leserbriefe zu verfassen und kam so in Kontakt mit H. P. Lovecraft, August Derleth, Clark Ashton Smith und E. Hoffmann Price. Mit siebzehn veröffentlichte er seine ersten Storys in Weird Tales, beide stark von Lovecraft beeinflusst: The Feast in the Abbey und The Secret in the Tomb waren abgeleitet vom Cthulhu-Mythos. Rasch wurde Bloch einer der Stammautoren des Magazins. Als kleinen Scherz unter Kollegen baute er Lovecraft in seine Geschichte The Shambler from the Stars ein und brachte diese literarische Figur dann im Lauf der Handlung um. Lovecraft revanchierte sich und tötete in The Haunter of the Dark seinerseits eine Robert-Bloch-Figur namens „Robert Blake“. 
Bloch begann nun für andere Pulp-Magazine zu schreiben, auch für das Science-Fiction-Magazin Amazing Stories. Er emanzipierte sich vom Nachahmen des Lovecraftschen Stils und entwickelte in den 1940er-Jahren einen eigenen Schreibstil, oft verbunden mit sorgfältig recherchierten historischen Hintergründen – Jack the Ripper in Yours Truly, Jack the Ripper, dem Mann in der eisernen Maske in Iron Mask, dem Marquis de Sade in The Skull of the Marquis de Sade oder Lizzie Borden in Lizzie Borden Took an Axe ... Seine makabren Geschichten fanden ihre Leserschaft, und er machte die Bekanntschaft weiterer Kollegen wie Fritz Leiber, Henry Kuttner und C. L. Moore. 1940 heiratete er Maria Ruth Holcombe und fing an, in einer Werbeagentur zu arbeiten, um der jungen Familie ein festes Einkommen zu verschaffen. 1943 kam seine Tochter zur Welt. Er schrieb nun auch SF und Krimis für eine ganze Reihe von Magazinen, einen Zyklus von 23 humoristischen Fantasy-Geschichten um „Lefty Feep“ und zahlreiche Hörspiele nach seinen eigenen Schauergeschichten, die unter dem Titel Stay Tuned for Terror gesendet wurden. Sein erstes Buch The Opener of the Way (1944) war eine Kurzgeschichtensammlung, es folgte 1946 der erste Roman Der seidene Schal (The Scarf), in dem es um Serienkiller ging.
Der zunehmende Erfolg machte es Robert Bloch 1953 möglich, seinen Job in der Agentur zu beenden und fortan als freier Autor zu leben. Er ließ sich in Weyauwega, Wisconsin, nieder und veröffentlichte weitere Bücher, gewann 1959 den Hugo Award für die Erzählung That Hell-Bound Train und schaffte im selben Jahr mit Psycho, von Alfred Hitchcock 1960 sehr erfolgreich verfilmt, den endgültigen Durchbruch. Er konnte nun auch Drehbücher verfassen und verkaufen, zog nach Los Angeles um und arbeitete für Serien wie Alfred Hitchcock Presents, Boris Karloffs Thriller, Journey to the Unknown und Star Trek. Für Raumschiff Enterprise schrieb Bloch die Folgen 7 „What Are Little Girls Made Of?“ (dt.: „Der alte Traum“), 36 „Catspaw“ (dt.: „Das Spukschloss im Weltall“) und 43 „Wolf in the Fold“ (dt.: „Der Wolf im Schafspelz“). In letzterer Folge brachte der Autor seine Studien zum Thema „Jack the Ripper“ ein – hier entpuppt sich der legendäre Verbrecher als außerirdisches Wesen, das nach seinen Morden den Körper wechselt.
Blochs Frau hielt das Leben in der Großstadt nicht aus und erwirkte 1963 die Scheidung. Der Autor heiratete im Jahr darauf Eleanor Alexander. Er schrieb nach wie vor hauptsächlich Erzählungen, aber auch eine Reihe von Romanen wie American Gothic (1974). Zum Thema „Jack the Ripper“ kehrte er immer wieder zurück, bis hin zum Roman The Night of the Ripper 1984. Seine Autobiografie Once Around the Bloch erschien 1993. 
Für sein Werk erhielt er mehrere Auszeichnungen, wie den Bram Stoker Award und den World Fantasy Award für das Lebenswerk. Robert Bloch starb im Alter von 77 Jahren an Speiseröhren- und Nierenkrebs.

## Auszeichnungen
- 1959: Hugo Award für That Hell-Bound Train als beste Kurzgeschichte
- 1960: Big Heart Award
- 1974: Forry Award
- 1975: World Fantasy Award für das Lebenswerk
- 1984: Hugo Award für 50 years as an SF professional in der Kategorie „Special Awards“

0000 Worldcon Special Convention Award in der Kategorie „For Fifty Years As a Science Fiction Professional“
- 1985: First Fandom Hall of Fame Award
- 1989: Bram Stoker Award für das Lebenswerk
- 1991: World Horror Grandmaster
- 1994: Bram Stoker Award für Once Around the Bloch: An Unauthorized Autobiography als bestes Sachbuch (Superior Achievement in Non-Fiction)
- 1995: Bram Stoker Award für The Early Fears als beste Sammlung und für The Scent Of Vinegar als bester Kurzroman

## Bibliografie
Die folgende Übersicht zeigt nur die Romane, Filmvorlagen und Drehbücher. Eine vollständigere Bibliografie einschließlich der sehr zahlreichen Kurzgeschichten findet sich unter Robert Bloch/Bibliografie.
Romane
- The Scarf (1947)
  - Deutsch: Der seidene Schal. Übersetzt von Willy Thaler. Heyne 1967. Überarbeitete Neuausgabe (als Der Schal): Diogenes, 1994.
- The Will To Kill (1954)
- The Kidnapper (1954)
  - Deutsch: Die Psycho-Falle. Übersetzt von Reinhard Wagner. Bastei-Lübbe, 1994.
- Spiderweb (1958)
  - Deutsch: Werkzeug des Teufels. Übersetzt von Hannes Riffel. Hard Case Crime #017. Rotbuch, 2010.
- The Shooting Star (1958)
  - Deutsch: Shooting Star. Übersetzt von Andreas C. Knigge. Hard Case Crime #013. Rotbuch, 2009.
- Psycho (1959)
  - Deutsch: Kennwort Psycho. Übersetzt von Paul Baudisch. Die Mitternachtsbücher #51. Kurt Desch, 1960.
  - Deutsch: Psycho. Übersetzt von Hannes Riffel. Golkonda, 2012. Rowohlt, 2014.
- This Crowded Earth (1960)
  - Deutsch: Kein Platz auf der Erde. Übersetzt von Leni Sobez. Utopia Zukunftsroman #516. Pabel, 1967.
- The Dead Beat (1960)
  - Deutsch: Die Saat des Bösen. Übersetzt von Helmut Degner. Heyne Thriller #1204, Heyne, 1966.
- Firebug (1961)
  - Deutsch: Mit Feuer spielt man nicht. Übersetzt von Gretl Friedmann. Scherz, 1969. Neuausgabe (als Feuerengel): Diogenes, 1994.
- The Couch (1962)
  - Deutsch: Die Couch. Übersetzt von Rosmarie Kahn-Ackermann. Die Mitternachtsbücher #320. Kurt Desch, 1967.
- Terror (1962)
  - Deutsch: Amok. Übersetzt von Hans Gamber. Heyne Krimi #1306. Heyne, 1968.
- The Star Stalker (1968)
  - Deutsch: Du verdammtes Hollywood. Kelter, o. J.
- als Collier Young: The Todd Dossier (1969)
- It's All in Your Mind (1971)
- Sneak Preview (1971)
  - Deutsch: Das Regime der Psychos. Übersetzt von Walter Brumm. Heyne SF #3407. Heyne, 1974. Neuausgabe (als Fiese Aussichten) in: Wolfgang Jeschke (Hg.): Heyne Science Fiction Jahresband 1987. Heyne SF&F #4385. Heyne, 1987, ISBN 3-453-31380-1.
- Night-World (1972)
  - Deutsch: Wahnsinn mit Methode. Scherz, 1975. Neuausgabe (als Nacht im Kopf) übersetzt von Monika Elwenspoek. Diogenes, 1986.
- American Gothic (1974)
  - Deutsch: Das Haus der Toten. Heyne Romantic Thriller. Heyne, 1976.
- Strange Eons (1978)
  - Deutsch: Cthulhus Rückkehr. Übersetzt von Monika Angerhuber. H. P. Lovecrafts Bibliothek des Schreckens #4. Blitz, 2000, ISBN 3-89840-151-0. Neuausgabe: Festa, 2003, ISBN 3-935822-55-3.
- There is a Serpent in Eden (1979, auch als The Cunning, 1981)
- Psycho II (1982)
  - Deutsch: Psycho 2. Übersetzt von Willy Thaler. Heyne, 1987.
- The Night of the Ripper (1984)
  - Deutsch: Der Ripper. Übersetzt von Regina Rawlinson. Heyne, 1987.
- Lori (1989)
  - Deutsch: Lori. Übersetzt von Kristian Lutze. Diogenes, 1992, ISBN 3-257-21904-0.
- Psycho House (1990)
  - Deutsch: PsychoHaus. Übersetzt von Peter A. Schmidt. Bastei-Lübbe, 1992.
- mit Andre Norton: The Jekyll Legacy (1990) 
  - Deutsch: Dr. Jekylls Erbe. Übersetzt von Reinhard Wagner. Bastei-Lübbe, 1993.

Filmvorlagen und Drehbücher
Filmvorlagen:
- 1960: Psycho
- 1965: Der Schädel des Marquis de Sade (The Skull)
- 1998: Psycho

Drehbücher:
- 1961: … immer Punkt 7 (The Couch)
- 1961: Das Kabinett des Dr. Caligari (The Cabinet of Caligari)
- 1963: Die Zwangsjacke (Strait-Jacket)
- 1964: Er kam nur nachts (The Night Walker)
- 1966: Der Puppenmörder (The Psychopath)
- 1966: Der Foltergarten des Dr. Diabolo (Torture Garden)
- 1966: Die tödlichen Bienen (The Deadly Bees)
- 1969: Totentanz der Vampire (The House That Dripped Blood)
- 1972: Asylum (Asylum)
- 1973: Die Katzengöttin (The Cat Creature)
- 1975: Die Toten sterben nicht (The Dead Don’t Die)
- 1978: Abenteuer in Atlantis (The Amazing Captain Nemo)
- 1986: House of the Creeping Death